# 中国工农红军第三十四军
中国工农红军第三十四军，简称红三十四军，是中国工农红军红四方面军的一支部队，但并未实际成立。
1935年4月，红四方面军在张国焘的领导下，为配合红一方面军的长征，西渡嘉陵江，迅速占领了江油等地，并在当地扩军，以升钟寺独立师和川陕军区独立二、三、五师及红三十军一个团合编而成红三十四军，军长张广才、副军长于江震。由于各支部队分散各地，没有集中起来，红四方面军不久又放弃川陕根据地开始长征，红三十四军番号取消，编入其余各军。